# Dalto
Dalto, pseudonimo di Dalto Roberto Medeiros (Niterói, 22 giugno 1949), è un cantante, musicista e chitarrista brasiliano.

## Biografia
Figlio del poeta Dalto Medeiros, ha sempre considerato Ray Charles e James Taylor suoi ispiratori.
All'inizio degli anni 70 ha fatto parte della formazione rock Os Lobos (uscirà poi dal gruppo per completare gli studi universitari in Medicina alla Fluminense). Nel 1974 ha intrapreso la carriera da solista. Nel 1981 ha composto la musica di Bem-te-vi, canzone country affidata a Renato Terra.
Nel 1982 ha ottenuto il suo maggior successo personale, con Muito estranho (cuida bem de mim), singolo più venduto in assoluto in Brasile quell'anno . Un'altra sua fortunata canzone, Anjo, è stata poi rieseguita dai Roupa Nova. In Italia Dalto è invece soprattutto noto per Espelhos D'Água, brano inserito nella colonna sonora del film Il barbiere di Rio, diretto da Giovanni Veronesi.

## Discografia da solista
- 1974 - Flash back
- 1982 - Muito estranho
- 1983 - Pessoa
- 1984 - Dalto
- 1985 - Kama Sutra
- 1988 - Um coração em mil
- 1994 - Guru
- 2000 - Cachorro fujão